# Het geheim van de gladiatoren
Het geheim van de gladiatoren is het dertigste stripverhaal uit de reeks van Suske en Wiske. Het is geschreven en getekend door Willy Vandersteen. Het verhaal werd oorspronkelijk gepubliceerd onder de titel Goud voor Rome / Le Gladiateur - mystère. Het verscheen – als onderdeel van de blauwe reeks – in het stripweekblad Kuifje van 15 oktober 1953 tot en met 15 december 1954. Het was het vijfde verhaal uit de blauwe reeks.
De eerste albumuitgave was in 1955, met nummer 4. Daarbij werd de Franse titel letterlijk vertaald in het Nederlands. Zodoende kreeg het verhaal in het Nederlands de nieuwe naam Het geheim der gladiatoren, wat later is gewijzigd in de huidige titel. In 1974 werd het verhaal heruitgegeven in de Vierkleurenreeks met albumnummer 113. in 1996 is de geheel oorspronkelijke versie opnieuw verschenen in Suske en Wiske Klassiek.
Het verhaal speelt zich af in het tijdperk waarin de Romeinen heel Gallië in handen hebben, en slechts enkele Gallische stammen nog in opstand komen tegen het gezag uit Rome. 

## Locaties
- Het Romeinse Rijk, Gallië, het oude Rome met het Circus, paleis en villa, oude tempelruïne buiten de stad, riolen, haven van Ostia, grot in de bergen (met laboratorium van Archimedes)

## Personages
- Suske, Wiske, Lambik, Galliërs, man in purperen mantel, directeur van het Circus, Torocolos (broer van directeur), Romeinen, keizer Nero, de pretoriaanse wacht, vogelvrijverklaarde opstandelingen tegen de keizer, de Schim, Chlorofilus, Egyptenaren, de leeuw Titus, senatoren, waard, Archimedes (alchemist, behoort tot de keizerlijke familie), keukenmeester, Claudius en Marcus (bevelhebbers van de keizerlijke vloot), Romeins leger

## Het verhaal
Lambik, die behoort tot de stam der Belgae, wordt na een veldslag door een groep Romeinen gevangengenomen. De Romeinen zijn onder de indruk van Lambiks kracht, en ze besluiten hem mee te nemen naar Rome om daar als gladiator te vechten. Lambiks verdwijning wordt al snel bekend in het paaldorp waar ook Suske en Wiske wonen. De twee kinderen varen de rivier af om Lambik te zoeken. Ze worden ontdekt door de Romeinen en samen met Lambik gevankelijk naar Rome gebracht. 
Lambik wordt onderweg door een man in een purperen mantel, die blijkbaar ook weet van Lambiks kracht, uitgekozen en meegenomen; Suske en Wiske zullen naar het Circus van Rome gebracht worden. De man in de purperen mantel laat Lambik een rotsblok voor een grot weghalen en gaat zelf naar binnen. Terwijl Lambik buiten moet wachten, trekt hij een zere kies bij de wilde leeuw Titus, die Lambik daarvoor zeer dankbaar is. Als de mannen het gebied verlaten, worden ze door vogelvrijverklaarde mannen opgehouden. Deze mannen weigeren nog langer te vechten als gladiator en zijn daarom de stad ontvlucht. Lambik wordt nu naar de kerkers van het Circus gebracht, waar hij Suske en Wiske terugziet. Lambik vertelt de kinderen over de vogelvrijverklaarden. Ook noemt Lambik de legende over een geheimzinnige gladiator door wie Nero, de kwaadaardige keizer van Rome, zal worden afgezet.
De directeur van het Circus vertelt dat Lambik met zijn jongste "broertje" Torocolos moet vechten. Dit blijkt een enorme man te zijn.  De volgende dag strijdt Lambik in de arena voor de ogen van keizer Nero en duizenden toeschouwers, en uiteindelijk wint hij het gevecht van Torocolos. Dan dringen opstandelingen de keizerlijke loge binnen. Ze gijzelen Nero om hem zo te dwingen de gevangenen vrij te laten. Lambik redt de keizer waarna hij, samen met Suske en Wiske, tot vrij Romeins burger wordt verklaard. Lambik wordt bovendien benoemd tot hoofdman van de Pretoriaanse wacht. Dan ontdekt hij dat de drie opstandelingen zijn ontsnapt; ze hebben Lambik tot hun grootste vijand verklaard. 
Keizer Nero verneemt dat het volk ontevreden is en goud wil. Nero besluit om graan te gaan verkopen aan de Egyptische vloot bij Ostia. Er moet betaald worden met goud, waarmee de keizer weer het leger wil betalen om het volk te onderdrukken tot er nieuwe graanvoorraden veroverd worden. Het volk mag niet weten dat hun brood voor goud geruild zal worden. Dan blijkt een onbekende figuur, "de Schim", al van het plan af te weten. De Schim bindt Suske en Wiske vast en zegt tegen hen dat Lambik het graan niet naar de haven mag begeleiden. De Schim zal het konvooi met zijn mannen aanvallen bij een oude tempelruïne buiten de stad.
Suske en Wiske kunnen Lambik waarschuwen voordat hij bij de tempelruïne aankomt en daar blijkt dat de Egyptenaren al vooruit gereisd zijn met het goud. Ze ruilen het goud voor het graan en de Egyptenaren keren terug naar hun schip. De volgende dag valt Lambik de tempelruïne aan met zijn pretoriaanse wacht, maar de vogelvrijverklaarden blijken al verdwenen te zijn. De vrienden keren terug naar Rome. Wiske ontdekt dat ze geen goud, maar stenen hebben gekregen; de Schim blijkt alles in scène gezet te hebben, de Egyptenaren werden door de vogelvrijverklaarden naar de tempelruïne gebracht en het graan is nu in hun handen. Lambik kan de doodstraf tegemoet zien, omdat de keizer ook stenen heeft gekregen in ruil voor zijn graan, maar de vrienden kunnen aan de Romeinen ontsnappen. Als de vrienden in het nauw zitten, worden de Romeinen weggejaagd door Titus, die nu graag iets wil terugdoen omdat Lambik hem eerder heeft geholpen. De vrienden maken een kamp in de bergen en Titus blijft nu bij hen. 
Lambik wil als kermisgast naar Rome gaan om te onderzoeken wat er gaande is in de stad. De man in de purperen mantel volgt de vermomde Lambik en vraagt de waard van een drankgelegenheid een gevecht met Lambik aan te gaan. De waard trekt Lambiks valse baard af. De man in de purperen mantel looft geld uit en Lambik wordt door de menigte aangevallen. Dan is Lambik ineens weg en komt de Schim binnen, die een tweegevecht aangaat met de man in de purperen mantel. De Schim hoort van zijn tegenstander dat de keizer goud heeft om zijn leger opnieuw naar Gallië te sturen. De man met de purperen mantel ontsnapt uit de herberg. Even later dringt de Schim het keizerlijk paleis binnen en hij probeert Nero uit te horen. De Schim wordt door Nero's soldaten in het nauw gedreven, maar kan ontsnappen. Ook Lambik, die eveneens bij het paleis is, kan met Titus ontsnappen en gaat via het riool naar de haven van Ostia. Lambik kan de uitgang van de haven blokkeren en gaat naar de grot waar de man met de purperen mantel zich ook bevindt. 
Archimedes wil vertrekken uit de grot, uit schaamte en berouw dat hij de keizer geholpen heeft. Als de man met de purperen mantel Archimedes wil neersteken omdat die te veel weet, komt Lambik tussenbeide. Archimedes kan ontsnappen, maar in het laboratorium breekt een grote brand uit. Lambik blijft bewusteloos achter in de grot. Suske en Wiske kunnen voorkomen dat de man in de purperen mantel Archimedes weer in handen krijgt en de man gaat terug naar de brandende grot. Als Suske en Wiske met Titus naar de grot gaan, ontploft het laboratorium. 
Suske en Wiske vinden een briefje van Lambik waarin hij uitlegt dat de Schim in werkelijkheid een vriend is en dat ze een tijdje zullen onderduiken. De kinderen moeten zich aansluiten bij de vogelvrijverklaarden. Suske en Wiske worden door Romeinen meegenomen, maar Titus volgt hun bootje en kan de kinderen even later weer bevrijden. De Schim vindt de kinderen en neemt ze mee naar het kamp van de vogelvrijverklaarden, ondanks zijn ruzie met Lambik zijn ze hier van harte welkom. Nero hoort dat de haven is geblokkeerd en offert aan Lar om uit te vinden of het verstandig is zijn legioenen naar Gallië te sturen. Suske en Wiske zijn het paleis binnen geslopen en doen net alsof het afgodsbeeld spreekt, maar worden ontdekt en gevangengenomen door de keizer; maar ze kunnen Titus met een briefje richting het kamp van Lambik sturen. Titus wordt echter gevangengenomen en het briefje wordt door de keizer verwisseld. De man in de purperen mantel volgt de leeuw als hij wordt vrijgelaten. Lambik kan het spoor naar het kamp verbergen, maar leest dan dat Suske en Wiske in handen van de keizer zijn.
Lambik moet in het Circus strijden als gladiator, anders zullen Suske en Wiske in de leeuwenkuil terechtkomen. De Schim besluit Lambik te helpen, Suske en Wiske zijn immers op zijn verzoek naar Rome gegaan. De Schim vertelt zijn mannen dat Lambik zijn taak als leider over zal nemen als hij in de strijd zou omkomen. Suske en Wiske worden op een zuil in de leeuwenkuil geplaatst en horen dat de zuil naar beneden gelaten kan worden door de keizer. De spelen beginnen en er zijn gevechten voor het grote publiek. Mannen vechten met wilde beesten en als Lambik en de Schim niet opdagen zegt de keizer dat Suske en Wiske geofferd zullen worden. Dan treedt de Schim het Circus binnen en vertelt dat zijn volgelingen de stad naderen. De keizerlijke legioenen hebben de stad al verlaten, alleen de pretoriaanse wacht zal weerstand bieden tegen de opstandelingen. Er vliegen drie raven over het Circus, dit is het teken dat de troepen de muren van de stad bereikt hebben. De Schim doet zijn helm af, en dan blijkt het Lambik zelf te zijn. Als de keizer hoort dat het leger de stad inderdaad heeft verlaten, laat hij de zuil zakken. Als Lambik met zijn eigen mantel vecht (om zijn belofte dat hij met de Schim zou vechten na te komen) en wint, beweert de keizer dat de kinderen al door de leeuwen verslonden zijn. Hij weet niet dat Titus te hulp is gekomen. Titus vecht met de andere leeuwen, maar wordt verslagen. Twee leeuwen storten zich op Suske en Wiske, nadat de kinderen op de bodem zijn aangekomen.  
Het publiek keert zich nu en masse tegen Nero, die moet vluchten. Titus kan dankzij een list toch de kinderen redden. Even later dringt de man met de purperen mantel de arena binnen en probeert Lambik te doden. Lambik weet daarentegen de man met de purperen mantel nu te ontmaskeren; het blijkt de keizer zelf te zijn. Lambik vertelt het publiek dat hij in de gunst van de keizer wilde komen om het leger dat zijn vaderland wilde aanvallen te saboteren. Hij wilde het goud van de keizer stelen en vermomde zich daarom als de Schim, om zo het vertrouwen van de opstandelingen te winnen. Om voor iedereen de schijn op te houden deed hij zich zelfs tegenover Suske en Wiske enige tijd voor als hun tegenstander. Hij ontdekte de grot van de alchemist Archimedes en ontdekte ook dat hij onder dwang van de keizer een geheim wapen moest maken. Dan komt de pretoriaanse wacht het Circus binnen en ze nemen de keizer mee. 
De vogelvrijverklaarden belegeren het paleis, maar dan raakt de alchemist gewond. Archimedes vraagt Lambik het paleis niet voor de volgende middag aan te vallen, maar verliest zijn bewustzijn voordat hij kan uitleggen waarom. Lambik vertelt dat de alchemist tot de keizerlijke familie behoort en aanspraak kan maken op de troon.
Nero hield de familie van Archimedes gevangen en kon daardoor macht uitoefenen over hem. Archimedes werd gedwongen goud voor de keizer te maken en gebruikte hiervoor een onbekend metaal uit een meteoorsteen die in de bergen was gevonden. De keizer dreigt het drinkwater van de stad te vergiftigen als de opstandelingen hun strijd niet staken. 
Archimedes herstelt en zegt tegen de keizer dat hij zijn strijd moet opgeven omdat hij geen goud bezit. De keizer ontkent en laat de kisten met het goud brengen, die hij laat zien aan zijn pretoriaanse wacht. Dan blijkt dat het door Archimedes gemaakte goud nep is: zodra het in het zonlicht komt, komt er een bedwelmende wolk van het materiaal af, en de verdedigers raken bewusteloos. Nero's spel is nu uit: als hij en zijn mannen weer bij bewustzijn komen, worden alle pretorianen door de vogelvrijverklaarden gevangengenomen. Ze zullen later verbannen worden uit Rome en het leger keert in de stad terug. 
Archimedes wordt tot de nieuwe keizer van Rome uitgeroepen en de vrienden keren naar hun vaderland terug. De nieuwe keizer belooft nog dat ze nooit meer voor een aanval van de Romeinen zullen hoeven te vrezen. Titus blijft in het paleis wonen.

## Achtergronden bij het verhaal
- Het geheim van de gladiatoren onderscheidt zich van de meeste andere Suske en Wiske-verhalen die zich in het verleden afspelen, doordat nergens in het verhaal duidelijk wordt hoe Suske, Wiske en Lambik in de Romeinse tijd zijn beland. Normaal gesproken reizen de hoofdpersonages naar een ander tijdperk via een duidelijk medium. In de rode reeks, waar Het geheim van de gladiatoren oorspronkelijk niet in werd uitgebracht, is dit de teletijdmachine. In andere verhalen uit de blauwe reeks gebeurt het tijdreizen via magie of hypnose.[1]
- In dit verhaal behoort Archimedes tot de keizerlijke familie. Deze is gevangengenomen, maar Archimedes kan keizer Nero verslaan en daarna wordt Archimedes tot keizer benoemd. In werkelijkheid overleefde Archimedes de strijd met de Romeinen niet (zie bijvoorbeeld Hiëro II van Syracuse en Syracuse (Italië)).
- Alhoewel de geschiedenis anders verliep dan in dit verhaal is weergegeven, was een Gallische opstand (Suske, Wiske en Lambik zijn Galliërs) wel het begin van de ondergang van keizer Nero.
- De verhaallijn met Lambik en de leeuw Titus maakt gebruik van het verhaal van Androclus en de leeuw.
- In het laatste plaatje is deze keer niet Wiske te zien, maar Titus.